# يان لوغان
يان لوغان هو لاعب كرة القدم الكندية كندي، ولد في 19 أغسطس 1982 في واترلو في كندا.